# KBS 뉴스 9 목포·전남
《KBS 뉴스 9 목포·전남》은 평일 밤 9시 30분에 KBS목포 1TV로 방송되었던 한국방송공사의 뉴스 프로그램이다.

## 앵커
- 박은혜 아나운서

## 경쟁 지역뉴스 프로그램
- MBC 뉴스데스크 목포·전남 (목포MBC)
- kbc 8 뉴스 (kbc TV)